# 飯野ビルディング

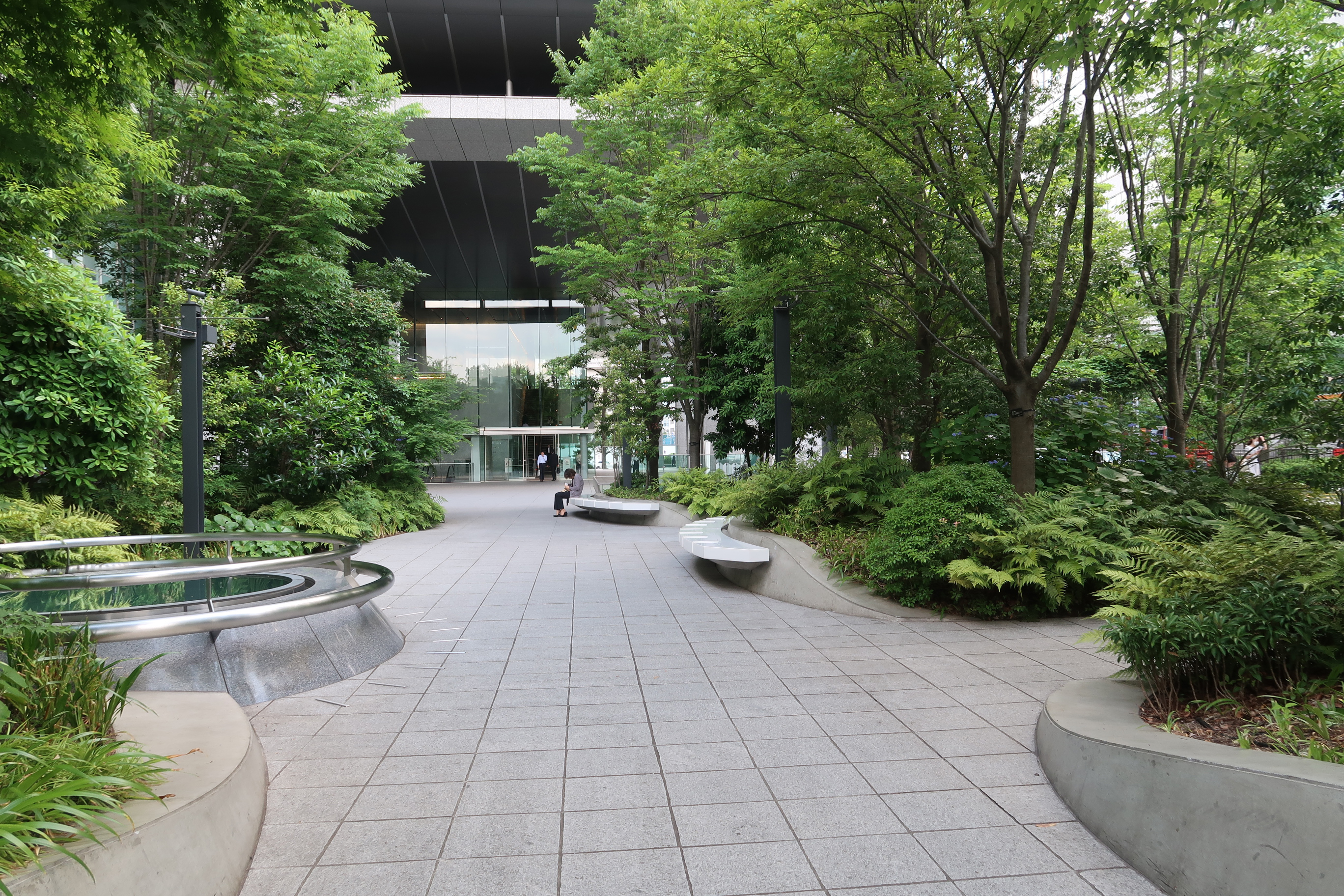
オープンスペース

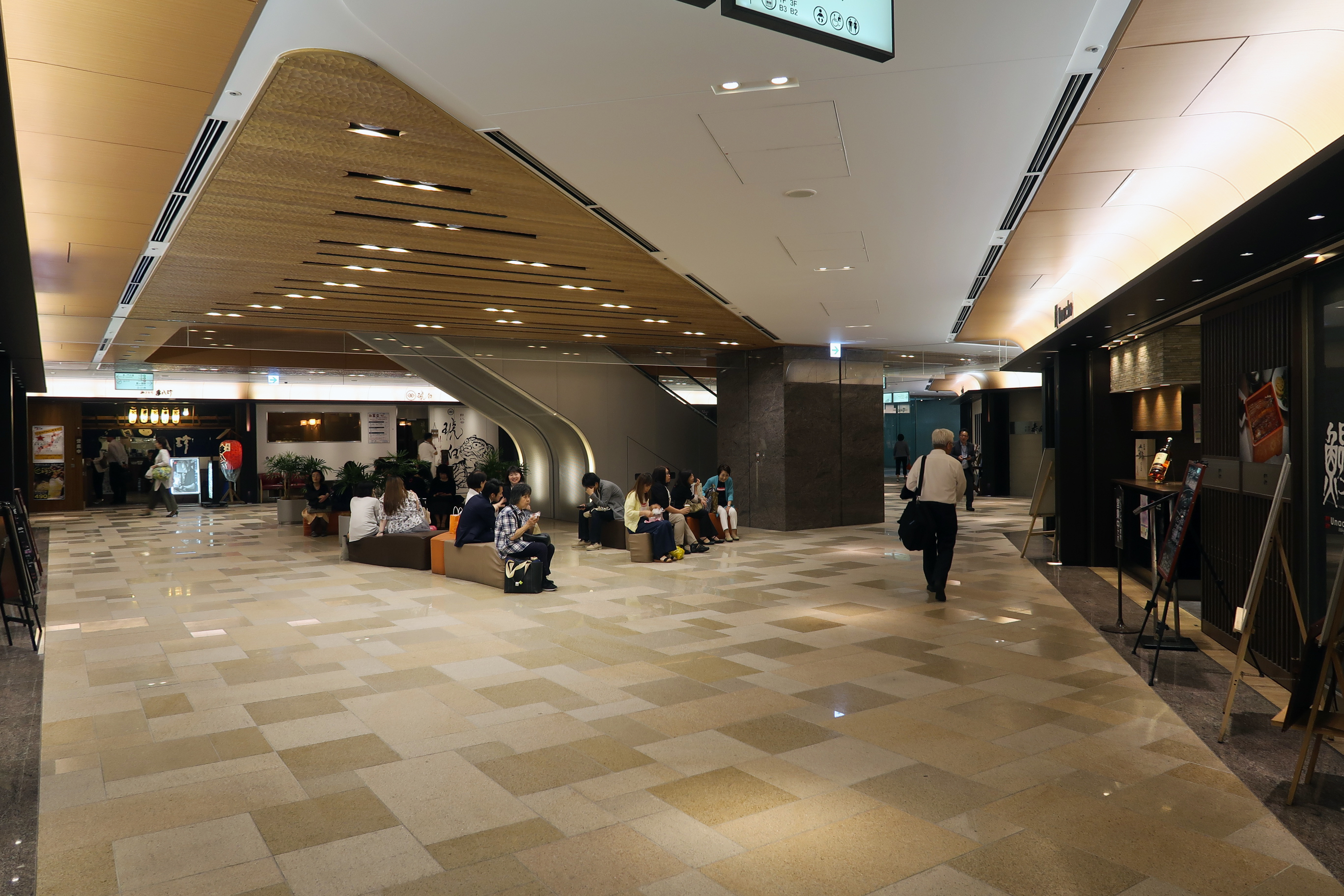
地下1階商業店舗

飯野ビルディング（いいのビルディング）は、東京都千代田区内幸町にある超高層ビルである。飯野海運が所有し、同社などが本社を置くほか、収容人数500人の多目的ホール「イイノホール」がある。1960年に竣工した同名のビルの建替えにより、2011年に1期工事の超高層ビル部分が完成した。

## 建替え事業
旧ビルは祝田通りに面して概ね南北に長く、敷地は北東角を日比谷中日ビル（中日新聞東京本社）に切り取られたL字型の形状である。南に接した街路は港区との区境となる。敷地南側を1期工事、北側は2期工事として2期に分けて事業化され、（新）飯野ビル本体は1期工事として2011年に竣工した。
新ビルの特徴として、省エネルギー性能の高さが挙げられる。奥行き80cmのダブルスキン構造、温度と湿度を分離して制御するデシカント空調機、デスクごとに照明や空調を調整できるパーソナル制御、高効率型水蓄熱槽、LED照明の導入などにより、1m2あたりの一次エネルギー年間消費量は飯野海運が使用しているフロアの2012年8月 - 2013年7月の実績値で945（MJ/m2・年）であった。この数値は2005年度の旧ビル2034、東京都調べの2011年度の事務所ビル平均値1853、日経不動産マーケット情報調べの従来東京都内の最も消費エネルギーの少ないオフィスビル1100に比べエネルギー消費量が少ないことを表す。これを評価され、2014年に空気調和・衛生工学会技術賞を受賞、CASBEEのSランク認証を受けた。BCP対応として屋上に非常用発電機、地下に燃料タンクを備え、これにより連続72時間の照明や給排水の電力を賄うことができる。通常時でも上水使用量のうち約4割は雑排水を処理した中水道で賄っているが、断水時には蓄熱槽の水を中水道にまわすことも可能である。将来的には屋上へのソーラーパネルの設置や、テナントの要請による非常用発電機の増設にも可能な構造になっている。
1階には大型のピロティが設けられた。日比谷公園に面した北側は2期工事により地上に建物を極力設けず、東日本大震災復興祈念樹など在来種を中心とした植栽による緑地帯「イイノの森」となる。
地下2・3階は駐車場、地下1階は26店舗からなる飲食店街「イイノダイニング」となっている（眼鏡店、歯科医院なども含む。飲食店の一部は地上1階・2階にも配置）。2011年10月11日にセブン-イレブンが先行開店し、同年11月1日に第1期部分が開業した。2014年11月7日には2期工事部分にあたる8店舗が開業するとともに東京メトロ千代田線霞ケ関駅に直結する通路が設けられる。地下通路は東隣の旧新生銀行本店ビルの解体工事のため一部閉鎖中だったが、2017年に日比谷パークフロントが竣工し、日比谷シティを介し都営地下鉄三田線内幸町駅へもつながった。
2016年には、旧ビルに続いて第57回BCS賞を受賞した。

## 入居企業
- 双日（12フロア）
- UBE三菱セメント（2フロア）
- Micro Port（1フロア）
- クロスオフィス日比谷（1フロア）[13]
- 川崎汽船（3フロア）
- 飯野海運（1フロア）[6]
- アルプスカード[14]
- 低酸素ジム LOX-Fit虎ノ門（2フロア）

## イイノホール
本ビル4階の多目的ホールであり、落語や音楽演奏会、映画試写会などに利用される。座席数は500席であり、旧イイノホールの694席からは若干減少した。内部は帆船をイメージとしたデザインで、ロビーには旧ホールから村井正誠による壁画が移設された。北側のガラス張りのホールホワイエからは、日比谷公園や皇居を望むことができる。同じフロアにあるカンファレンスホールは、大会議室1室と小会議室4室を有する。

## 旧・飯野ビル
（旧）飯野ビルは1958年12月に着工、竹中工務店の設計・施工により1960年に完成した。地下4階・地上9階建、延床面積は76,808.82m2で、映画試写会や落語など文化活動の発信地であるイイノホールが設けられていたこともあり、当時としては大型でモダンなオフィスビルとして知られ、第3回BCS賞を受賞している。建替え計画に着手した2006年時点ではまだ使用に堪えたものの、BCPやOA化による不動産価値向上のため建替えが決断された。旧ビルには帝人や中国塗料、東京銀行内幸町支店、日本放送出版協会が入居していたが、いずれも建替えを機に他のビルへ移転している。